# 鈴木静一
鈴木 静一（すずき せいいち、1901年3月16日 - 1980年5月27日）は、日本の作曲家。

## 人物
東京府出身。幼時よりオルガンや謡曲に親しみ、中学教師より作曲法と和声法を学ぶ。父親の希望により慶應義塾に入学したが、在日イタリア人の声楽家アドルフォ・サルコリにマンドリンと作曲を師事し、大学を中退、作曲家・マンドリニストとして活動を開始した。1927年には「オルケストラ・シンフォニカ・タケヰ」主催の第1回マンドリンオーケストラ作曲コンクールで『空』が1位なしの2位を獲得し、翌年の第2回コンクールでも『北夷』が1位なしの2位を獲得した。このころ新交響楽団常任指揮者ヨゼフ・ケーニヒより指揮法を、声楽家ヘルマン・ヴーハープフェニッヒより和声を学んだ。
戦中・戦後には黒澤明監督の『姿三四郎』を始めとする数多くの映画音楽や流行歌を手掛け、マンドリン音楽界から遠ざかった。しかし1966年頃からマンドリン界に復帰し、その死に至るまでの十数年間に数多くのマンドリンオーケストラ曲を作曲した。
妻は歌手の平井英子。

## 主な作品

### 管弦楽
- 管弦楽組曲「蝦夷」（1934年）
- 綺想曲「日月潭の歌」（1939年）

### マンドリンオーケストラ
- 組曲「山の印象」（1924年、1965年改訂）
- 黎明序曲（1925年、1972年改訂）
- 祝典序曲（1926年、1968年改訂）
- 「田園風景」〜黄昏と夜の祭（1927年、1969年改訂）
- 狂詩曲「海」（1927年、1970年改訂）
- 交響詩「北夷」（1928年、1966年改訂）
- 組曲「樺太の旅より」（1930年、1967年改訂）
- 綺想曲「日月潭の歌」（1952年、1966年改訂）
- カンタータ・レクイエム（1966年）
- 抒情組曲「蝦夷」（1966年）
- 芭蕉の句と広重の絵による幻想曲｢富士旅情」（1966年）
- ヴェルレーヌの詩に寄せる三楽章（1966年）
- 「スペイン」第一組曲（1966年）
- 幻想曲「ボルガ」（1967年）
- 交響的大幻想曲「シルクロード」（1967年）
- 「スペイン」第二組曲（1967年）
- 劇的序楽「細川ガラシャ」（1968年）
- 交響詩「失われた都」（1968年）
- 「スペイン」第三組曲（1968年）
- 楽詩「雪の造型」（1968年）
- 交響譚詩「火の山」（1969年）
- 音楽詩「柳河抄」（1969年）
- 大幻想曲「幻の国」〜邪馬台（1970年、1972年改訂）
- 悲愴序曲「受難のミサ」（1970年）
- 音楽詩「美しき川長良」（1970年）
- 交響詩「比羅夫ユーカラ」〜北征の史（1970年）
- 交響詩「維新の陰に」～皇女和宮（1971年）
- 組曲「鐘の港」（1972年）
- 組曲「パゴダの舞姫」（1974年、1975年改訂）
- 交響詩「月の変容」（1975年）
- 交響詩「天草キリシタン」（1977年）
- バリのガメラン（1977年）
- 民話のふるさと「遠野郷」（1980年）

### 音楽物語（マンドリンオーケストラとナレーション、独唱・合唱など）
- 音楽物語「人魚」（1966年、1968年改作）
- アンデルセンの童話による音楽物語「氷姫」～氷の精に魅せられたルディ（1968年）
- アンデルセン童話による物語音楽「マッチ売りの少女」（1969年）
- 長谷雄卿絵巻による音楽物語「朱雀門」（1969年）
- 音楽物語「アリババと40人の盗賊」（1971年）
- 音楽物語「死者と貴姫」～二上山古墳にまつわる物語（1972年）
- 平家物語「西海の挽歌」（1972年）
- 音楽物語「雪の女王」（1975年）

### 映画音楽
- 東京ブルース（1939年、斎藤寅次郎監督）
- 花つみ日記（1939年、石田民三監督）
- ハワイ・マレー沖海戦（1942年、山本嘉次郎監督）
- ハナ子さん（1943、マキノ正博監督）
- 姿三四郎（1943年、黒澤明監督）
- 加藤隼戦闘隊（1944年、山本嘉次郎監督）
- 一番美しく（1944年、黒澤明監督）
- 雷撃隊出動（1944年、山本嘉次郎監督）
- 勝利の日まで（1945年、成瀬巳喜男監督）
- 續姿三四郎（1945年、黒澤明監督）
- 東宝千一夜（1947年、市川崑監督）
- 傷だらけの男（1950年、マキノ正博監督）
- 銀座化粧（1951年、成瀬巳喜男監督）
- 稲妻草紙（1951年、稲垣浩監督）
- 薩摩飛脚（1951年、内出好吉監督）
- 三等重役（1952年、春原政久監督）
- 柳生の兄弟（1952年、内出好吉監督）
- 次郎長三国志 第一部〜第九部（1952年-1954年、マキノ雅弘監督）
- 江戸いろは祭り（1953年、内出好吉監督）
- 疾風からす隊（1953年、内出好吉監督）
- 天馬往来（1953年、内出好吉監督）
- 花の生涯 彦根篇 江戸篇（1953年、大曾根辰夫監督）
- 忠臣蔵 花の巻・雪の巻（1954年、大曾根辰夫監督）
- 鶴亀先生（1954年、青柳信雄監督）
- 名月佐太郎笠（1955年、冬島泰三監督）
- 柳生連也斎 秘伝月影抄（1956年、田坂勝彦監督）
- 明治天皇と日露大戦争（1957年、渡辺邦男監督）
- 阿波おどり 鳴門の海賊（1957年、マキノ雅弘監督）
- 日露戦争勝利の秘史 敵中横断三百里（1957年、森一生監督）
- 恋山彦（1959年、マキノ雅弘監督）
- 右門捕物帖 片目の狼（1959年、マキノ雅弘監督）
- 雪之丞変化（1959年、マキノ雅弘監督）
- 大菩薩峠（1960年、三隅研次監督）
- 旗本愚連隊 (1960年、松竹京都)
- 旗本やくざ 五人のあばれ者（1963年、小沢茂弘監督）
- 忍者秘帖 梟の城（1963年、工藤栄一監督）
- 大殺陣（1964年、工藤栄一監督）

### 歌謡曲
- タバコやの娘（岸井明・平井英子、1937年）
- お使いは自転車に乗って（轟夕起子、1943年東宝映画『ハナ子さん』主題歌）

## 文献
- 鈴木静一没後15年記念演奏会実行委員会『鈴木静一 そのマンドリン音楽と生涯』